# Lucman
Lucman (njemački: Lutzmannsburg, mađarski: Locsmánd) je tržni grad u austrijskoj saveznoj državi Gradišće, administrativno pripada Kotaru Gornja Pulja.

## Stanovništvo
Lucman prema podacima iz 2010. godine ima 861 stanovnika. Naselje je 2001. godine imalo 944 stanovnika od čega 855 Nijemca, 51 Mađara i 20 Hrvata.

## Vanjske poveznice
- Internet stranica naselja